# 焦慮主婦Lia
焦慮主婦Lia，台灣YouTuber，出生於中国大陆辽宁省大連市，在台灣發跡的原女陸配，嫁到台灣6年。2022年9月，取得中華民國護照及國民身分證。12月，注销中国大陆户籍，完成相关程序。
本人和老公、兒子住在台北市。平時在YouTube頻道上分享在台灣生活點滴。政治上，她表态“支持台灣民主”。

## 2022年12月的风波
2022年9月，焦慮主婦Lia依法取得中華民國護照及國民身分證。除在网络上分享喜悦外，她在民進黨舉辦的「社群之夜」登台發表演說。按照中華民國法律规定，她需要亲自回大陆註銷戶籍，完成相关程序。
2022年12月，焦慮主婦Lia赴戶籍地——遼寧省大連市，註銷戶籍，办理「一次性出入通行證」（即一次性短期台胞证）。当地官方告之因技術問題，未能獲發證件。她担心失去证件，无法回台湾。因此發出兩次頻道短片。12月8日，陸配、網紅作家上官亂在一次聚會中為焦慮主婦Lia發聲，當面向陸委會與移民署官員呼籲政府修改相關法令，以免讓愛台灣的陸配不敢講話。12月12日，陸委會發佈新聞稿表示，政府已掌握相關訊息，並已透過管道與當事人保持聯繫，為保護當事人權益，政府呼籲各界保持冷靜，給予政府協處空間，政府會透過兩岸既有管道與機制提供必要協助。陸委會強調，歷年來，申請在台定居的個案有基於特殊因素或人身安全考量，以至於不宜返回中國大陸辦理相關證件者，政府都會衡酌個案特殊狀況予以專案協處，請民眾放心。12月14日，日本產經新聞台北支局長矢板明夫發文關注焦慮主婦Lia的處境，同樣呼籲修改相關法令。当日，焦慮主婦Lia透過短片向各方報平安，已拿到證件。她表示“因為自己沒有弄清楚程序，誤以為時間遭到延誤，才在日前發佈短片表示擔心見不到家人，沒料到因此引起軒然大波”，並向友人，以及“海基會和台辦提供協助，表示感謝”。12月29日已順利回臺灣。

## 外部連結
- YouTube上的焦慮主婦Lia頻道